# 普雷维莱尔 (瓦兹省)
普雷维莱尔（法語：Prévillers）是法国瓦兹省的一个市镇，属于博韦区（Beauvais）博韦西地区马尔塞尔县（Marseille-en-Beauvaisis）。该市镇总面积5.18平方公里，2009年时的人口为168人。

## 人口
普雷维莱尔人口变化图示